# Affaire SONACOP
 (décembre 2021).
L'Affaire SONACOP est une affaire politico-financière béninoise qui commence, le 4 juin 2022, par l'arrestation à la Brigade Economique et Financière (BEF) Sefou Fagbohoun, son neveu Marcellin Fagbohoun, ex-directeur financier, Aboubakar Kotoko, ancien Directeur général de la SONACOP et Joseph Aklé, président du Conseil d’Administration.
Il s'agit d'une accusation de Séfou Fagbohoun d’opposition à décision de justice, abus de confiance, complicité et non reversement de taxes».

## Les faits successifs
Décision Dcc du 06 - 075 du 25 juillet 2006, La Cour Constitutionnelle se déclare incompétente pour connaître des conditions d’interpellation des requérants.